# Taça Brasil — Zona Sudeste Central
A Taça Brasil era dividida em vária fases regionais. Essas fases eram divididas em zonas: Norte–Nordeste, Zona Sul, Zona Sudeste (depois Central) e Zona Sudoeste, que se juntavam geralmente ao campeão paulista e ao campeão carioca para fazerem as quartas de final ou semifinais da Taça Brasil.
O vencedor da Taça Brasil Sudeste (depois Central) disputava a Taça Brasil Sudoeste com o vencedor da Taça Brasil Sul. América e Botafogo, hoje, do estado do Rio de Janeiro, disputavam o torneio pelo estado da Guanabara.

## Campeões
| Ano          | Campeão     | Vice       |
| Sudeste 1959 | Atlético    | Rio Branco |
| Sudeste 1960 | Fluminense  | Cruzeiro   |
| Sudeste 1961 | America     | Cruzeiro   |
| Sudeste 1962 | Cruzeiro    | Rio Branco |
| Central 1963 | Atlético    | Rio Branco |
| Central 1964 | Atlético    | Rio Branco |
| Central 1965 | Siderúrgica | Atlético   |
| Central 1966 | Cruzeiro    | Americano  |
| Central 1967 | Atlético    | Botafogo   |
| Central 1968 | Cruzeiro    | Atlético   |